# 約翰·萊蘭茲圖書館

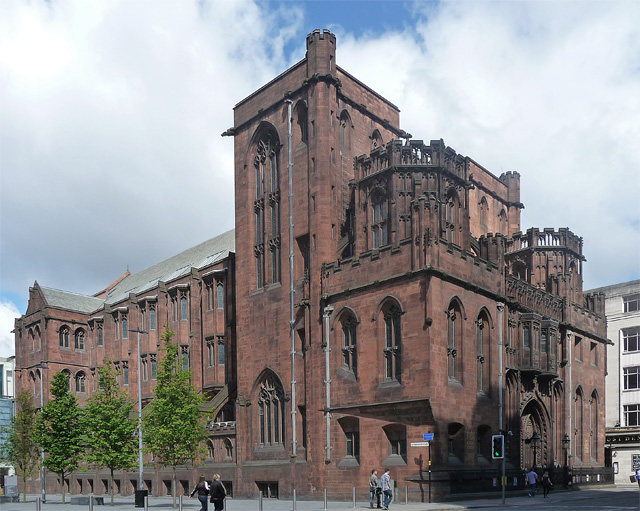

約翰·萊蘭茲圖書館（英語：John Rylands Library）是位於英國城市曼徹斯特的一座圖書館，外觀為維多利亞時代後期哥特式建築，開業於1900年。現在約翰·萊蘭茲圖書館是曼徹斯特大學圖書館的一部分。1994年，約翰·萊蘭茲圖書館的建築被列入英國一級保護建築。

## 外部連結
- Library webpages; guide to collections; etc. （页面存档备份，存于）
- John Cassidy, Manchester Sculptor; compiled by Charlie Hulme and Lis Nicolson （页面存档备份，存于）

53°28′49″N 2°14′55″W / 53.4803°N 2.2487°W